# 莫維拉米雷西鄉
45°14′N 27°30′E / 45.233°N 27.500°E
莫維拉米雷西鄉（羅馬尼亞語：Comuna Movila Miresii, Brăila），是羅馬尼亞的鄉份，位於該國東南部，由布勒伊拉縣負責管轄，面積80平方公里，海拔高度15米，2007年人口4,350，人口密度每平方公里54人。